# Ум без денег
«Ум без де́нег» (англ. Wit Without Money) — комедия английского драматурга Джона Флетчера, написанная и впервые поставленная около 1614 года.

## Содержание
Бойкий, нахальный молодой повеса Валентин после смерти отца промотал не только собственную долю наследства, но и долю младшего брата, тихого и любящего учёные занятия Франсиса. Дядя братьев желал бы поправить их дела выгодным браком; однако Валентин презирает женщин и женитьбу, а Франсис слишком застенчив. По счастью, в Валентина влюбляется богатая самоуверенная вдова Леди Хартуэл, а во Франсиса — её младшая сестра, скромная Изабелла. После ряда комических перипетий и столкновений характеров пьеса завершается двумя браками.

## История постановок и публикаций
Создание и первую постановку комедии исследователи достаточно уверенно датируют концом 1614 года на основании нескольких злободневных намёков в тексте: так, в сцене 5 акта IV упоминается в качестве свежей диковинки Новая Река — канал, прорытый в 1613 году, а в сцене 4 акта II — ходившие в августе 1614 года слухи о появлении в графстве Сассекс пожирающего людей и скот дракона.
«Ум без денег» — одна из немногих пьес, о которых известно, что они ставились в период Английской революции, когда театры были официально закрыты пуританами, но продолжали давать спектакли тайком. Комедия игралась в лондонском театре «Красный бык» 3 февраля 1648 года; не имея возможности открыто распространять билеты, их бросали на улицах в кареты состоятельных горожан. Другая постановка, 29 декабря 1654 года, была разогнана властями.
Пьеса издавалась ин-кварто в 1639 и 1661 годах. В первом фолио Бомонта и Флетчера (1647) она отсутствует, но включена во второе фолио (1679).
На русский язык переводилась один раз — Полиной Мелковой; перевод опубликован в составе двухтомного собрания сочинений Бомонта и Флетчера в 1965 году.

## Цитата у Мелвилла
Герман Мелвилл использовал реплику Валентина из сцены 1 акта I комедии (с небольшим изменением) в качестве одного из эпиграфов к «Наброску шестому» повести «Энкантадас, или Заколдованные острова». Соответствующие строчки (в переводе П. Мелковой: «Живу так хорошо я, так спокойно, / Так безмятежно, как прямой наследник. / О титулах не думаю…») помечены в принадлежавшем Мелвиллу экземпляре второго фолио Бомонта и Флетчера.